# Liu Dong
Liu Dong, född 24 december 1973, är en tidigare kinensisk friidrottare (medeldistanslöpare).
Liu slog igenom vid 1992 års junior-VM i friidrott då hon vann 1 500 meter. Året senare slog hon till vid VM i Stuttgart och vann även där "löpningens blå band", det vill säga 1500 meter. Liu innehar det asiatiska rekordet på 800 meter med tiden 1.55,54. Efter år 1997 har inte Liu tävlat vid något större mästerskap.